# Pont Saint-Louis
Pont Saint-Louis (most św. Ludwika) - most w Paryżu, łączący Île de la Cité z Wyspą Świętego Ludwika. 
Obecny most jest już siódmą przeprawą na tym miejscu, połączenie dwóch największych paryskich wysp istnieje od 1630. Pierwszy most, pod nazwą Saint Laudry, został zniszczony przez pożar już w 1634. W 1717 wzniesiono nowy, drewniany most oparty na siedmiu łukach, nazwany Czerwonym od użytej farby, który nie przetrwał wezbrania rzeki w 1795. W 1804 inżynier Dumoustier wzniósł nowy, oparty tym razem jedynie na dwóch łukach most o długości 70 metrów. Przetrwał on tylko siedem lat; w 1842 konstrukcję zastąpiono mostem wiszącym, a w 1862 nowym, żelaznym mostem łukowym długości 64 metrów. I ten most został zniszczony w 1939, w 1941 zastąpiono go wąską kładką dla ruchu pieszego. Otwarcie obecnego mostu belkowego miało miejsce w 1970. Autorami konstrukcji byli architekci Jabouille i Creuzot oraz nadzorujący prace inżynierowie Coste i Long-Depaquit. 

## Galeria

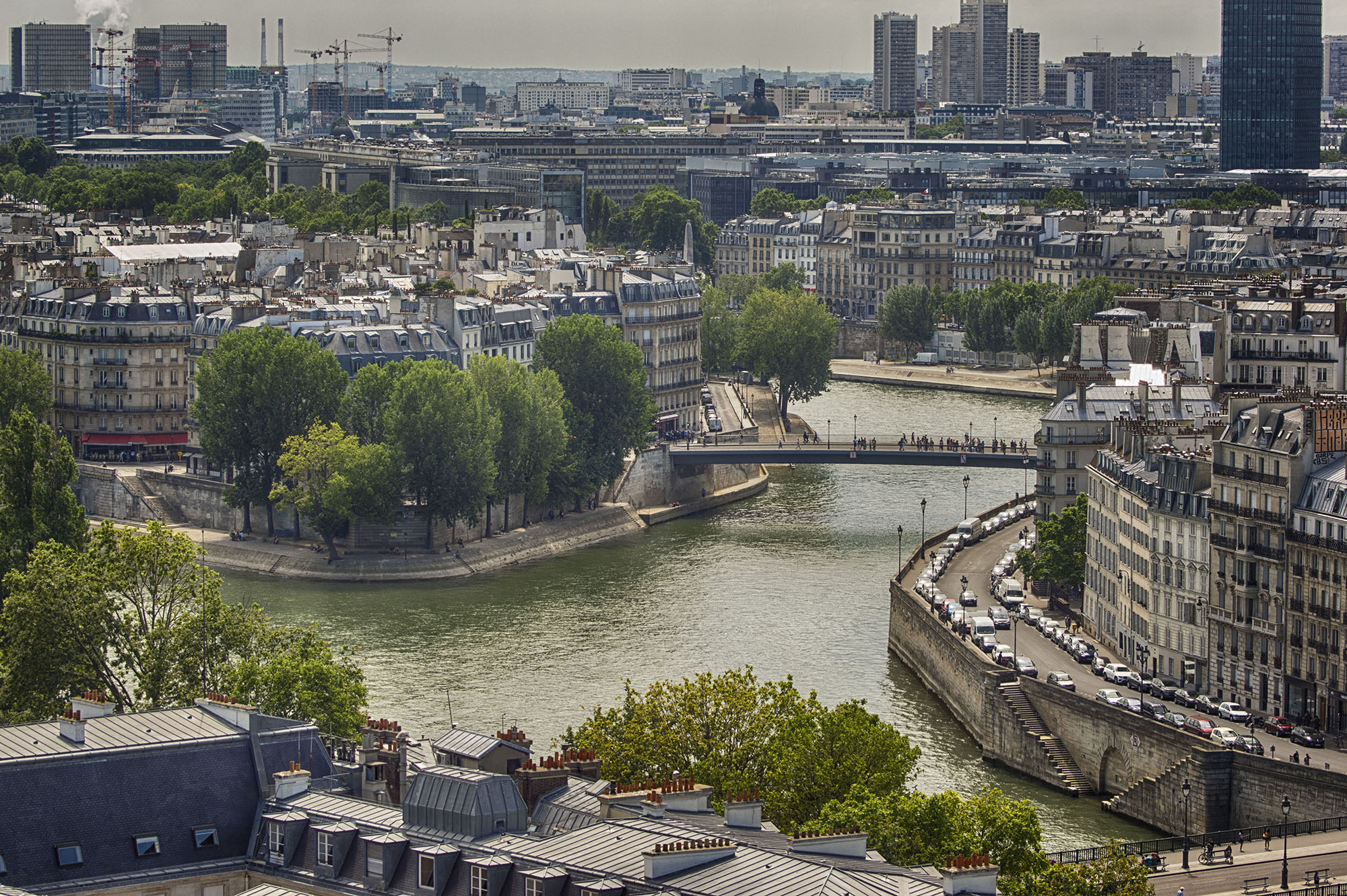
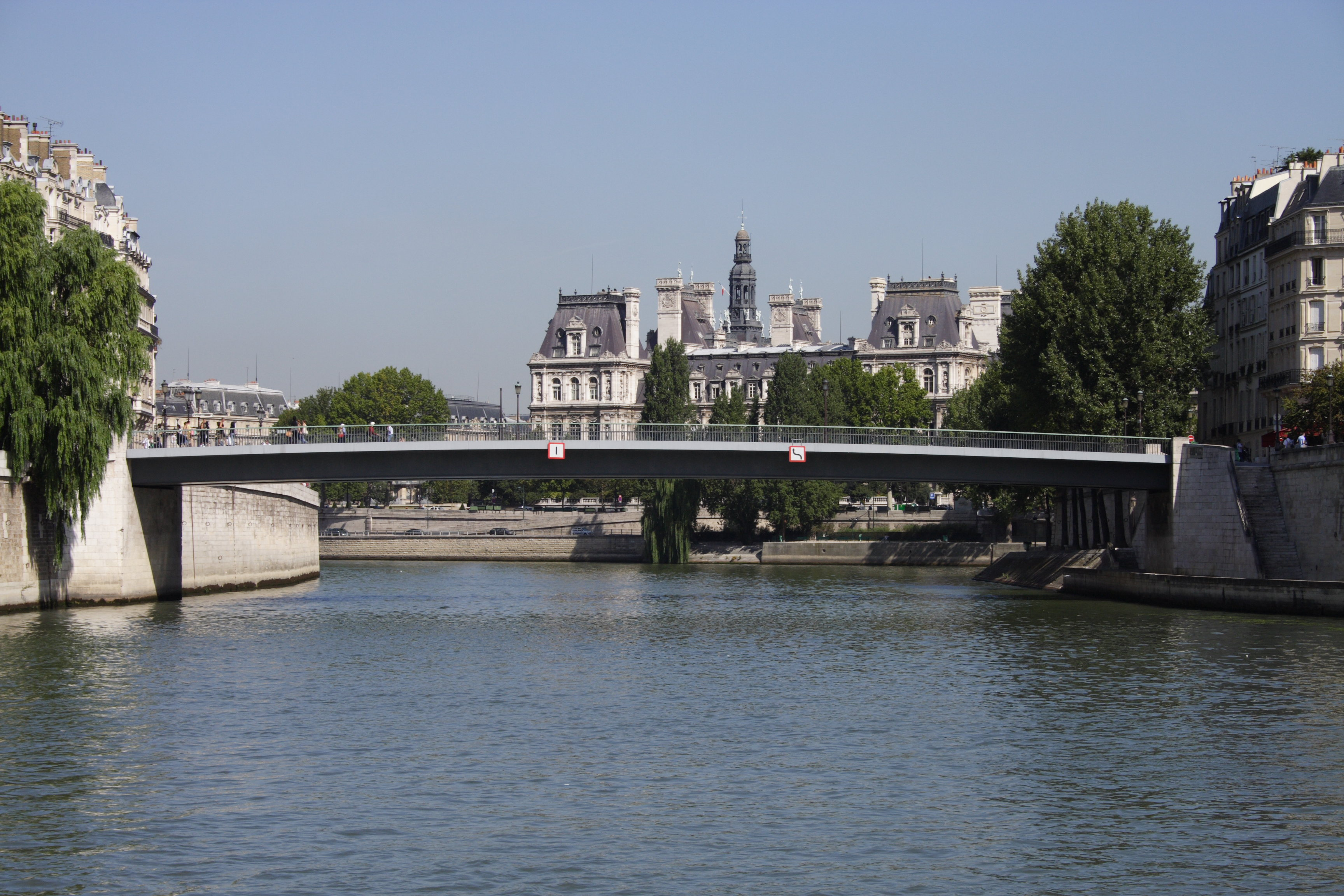
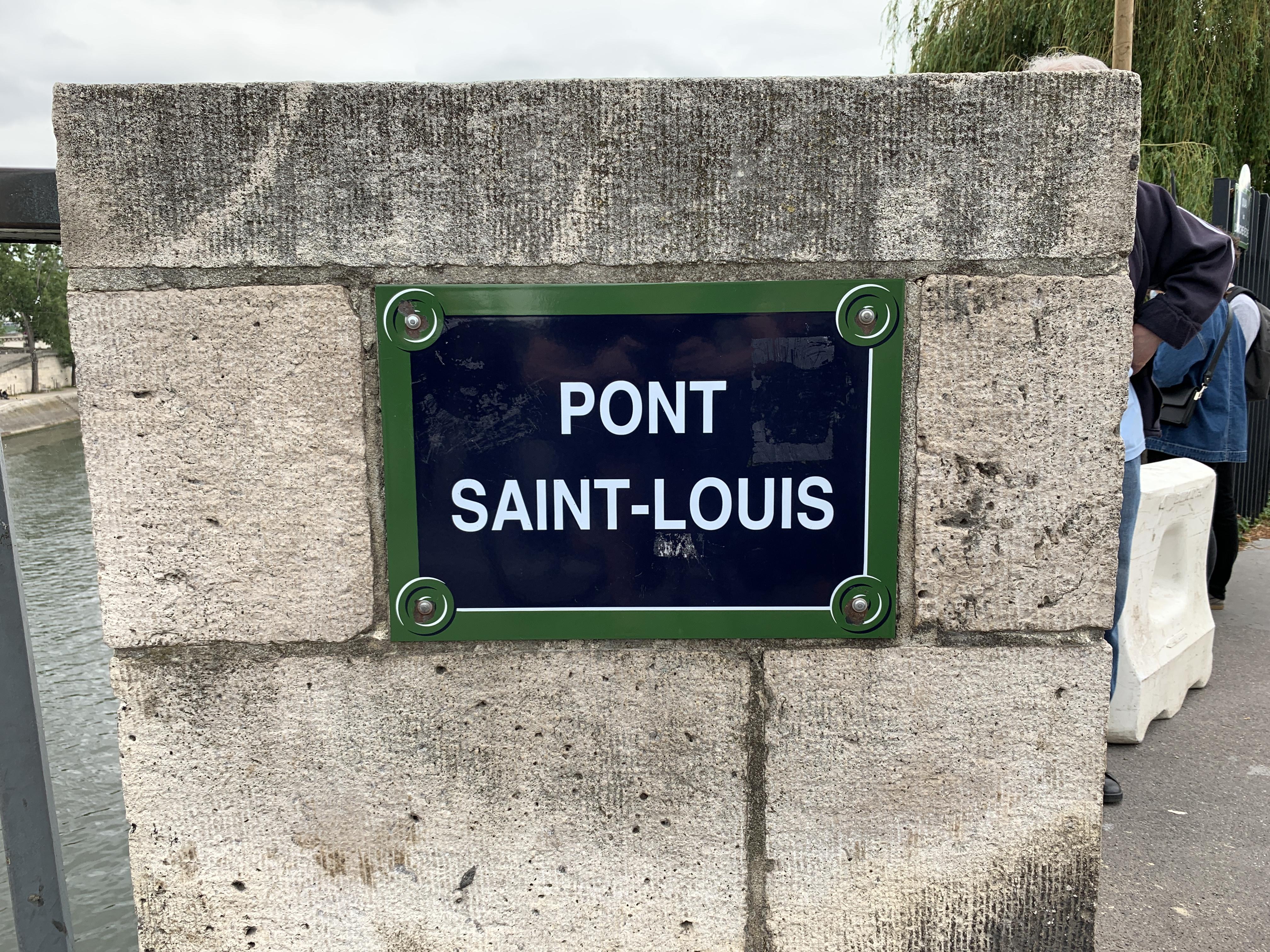
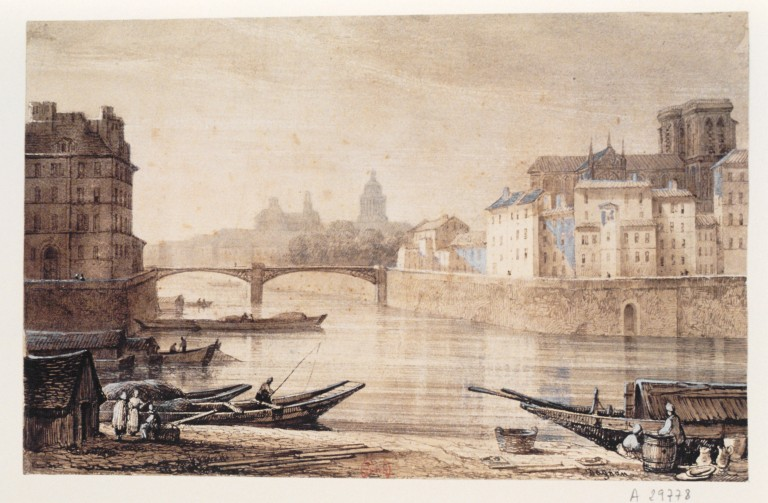
Most w XIX wieku